# 山口真弓
山口眞弓（日语：／ Yamaguchi Mayumi，1975年5月12日—）是女性聲優。隸屬於Aksent公司。生於岩手縣。血型A型。身高157cm，三圍B：85cm W：60cm H：87cm。

## 出演作品

### 電視動畫
- 銀河天使（佛特．修特倫）
- 植木的法則（明神太郎）
- 小魔女Doremi系列（長谷部たけし、里昂）
- 格鬥美神 武龍（ユンボ・ナニワ）
- GAD GUARD（リンダ）
- 銀河天使（佛特‧修特倫）
- 魔法少年賈修（バムウ）
- 數碼寶貝大冒險（出道作品）（加布獸）
- 數碼寶貝大冒險02（加布獸）
- 數碼寶貝馴獸師之王（李健良）
- 数码宝贝X进化（鋼鐵加魯魯獸X）
- 火影忍者（大蛇丸（幼少時代））
- 鋼之鍊金術師（恩維）
- 波波羅克洛伊斯物語（ボム）
- 洛克人Stream（ディンゴ）
- 洛克人BEAST（ディンゴ）
- 決鬥大師（フォース）
- BLACK CAT（希奇）
- 宝可梦超世代（漫畫版的皮皮、村人）
- 超能力大戰（右天）
- 名偵探柯南（江原麻麗 #567）
- 我們這一家（學生C、阿姨A、阿姨、男孩子B）
- 十二國記（清秀的母親、馬車夫、老婆婆）
- 少年犯罪檔案（賣淫的阿姨）
- 奇奇的異想世界（大衛、草野君、三毛阿姨、貓4、貓3）
- 殺戮都市（加藤（幼少時））
- 史上最強弟子兼一（古賀太一）

2002年
- 閃靈二人組（湯治客）

2003年
- 人生交叉點（鄰居阿姨）

2004年
- 混沌武士（宗介）
- 妄想代理人（鯛良優一）
- 怪俠佐羅力（松鼠利帕）

2005年
- 蠟筆小新（幼稚園兒童A）
- 飛天小女警Z（小薰的哥哥）

2007年
- 蠟筆小新（輝伸〈第3代〉）
- 鬼太郎第5期（孝太）

2008年
- 全力兔（總長孩童）
- 紅（秋生）

2011年
- SKET DANCE（回憶中的小徹）

2012年
- 翡翠森林狼與羊（烏龜）

2017年
- 鬼平（女將）
- 銀魂（一龍）

2019年
- 小書痴的下剋上：為了成為圖書管理員不擇手段！（尹勒絲）

2020年
- 数码宝贝大冒险：（加布獸[1]）
- 魔女之旅（老太太）

2022年
- 泡泡糖忍戰（黛西）

### 劇場版動畫
- 数码宝贝大冒险 我们的战争游戏!（加布獸）
- 数码宝贝大冒险02 迪亚波罗兽的逆袭（加布獸）
- 数码宝贝驯兽师之王 冒险者的战斗（李健良）
- 数码宝贝驯兽师之王 暴走特急（李健良）
- 劇場版 鋼之鍊金術師 香巴拉的征服者（恩維）
- 數碼暴龍大冒險tri.（加布獸）
- 數碼暴龍 LAST EVOLUTION 絆（加布獸）

### 遊戲
- 銀河天使（フォルテ・シュトーレン）(佛特．修特倫)
- ダンシング・ソード閃光（鈴麗）
- プリンセスコンチェルト（リアン）
- 鋼之鍊金術師赤きエリクシルの悪魔（恩維）
- 鋼之鍊金術師ドリームカーニバル（恩維）

### CD
- DJCD ｢ハガレン放送局｣ TAKE 3
- 封魔少年 「櫻吹雪消失之謎」後編（御上卓）
- 紅茶王子〜Seaside Tea House〜
- 廣播劇：植木的法則 The Law Of Drama!（明神太郎）
- 廣播劇: 漂亮怪獸 (娜塔夏.尼基爾)

### 其他
電視廣告旁白
- スバル インプレッサ（2004年）特別仕様車50th Anniversaryモデル
- 資生堂 MAJOLICA MAJORCA(2003～)

其他還包括一些深夜的電視購物旁白等。

## 外部連結
- Aksent公式官網的聲優簡介 （页面存档备份，存于） （日語）

1. ↑  . デジモンアドベンチャー:. 東映動畫.   [2020-03-17]. （原始内容存档于2020-03-17）.